# Gunnera perpensa
Gunnera perpensa är en gunneraväxtart som beskrevs av Carl von Linné. Gunnera perpensa ingår i släktet gunneror, och familjen gunneraväxter. Inga underarter finns listade.

## Bildgalleri

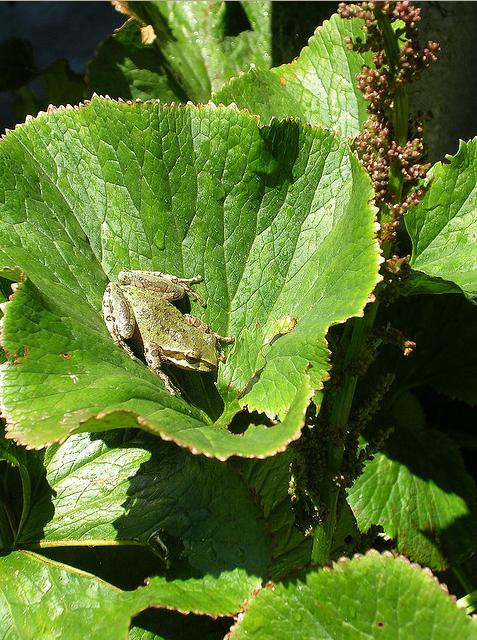